# Кропивницька єпархія ПЦУ
Кропивницька єпархія — єпархія Православної церкви України.

## Історія
Була утворена у 1992 році як Кіровоградська єпархія у складі УПЦ КП. З того часу розпочався перехід у лоно Української церкви православних громад на чолі з патріотично налаштованими священиками. Одночасно стрімко почали утворюватись нові православні громади. 
При багатьох парафіях діють недільні школи, де діти і дорослі пізнають основи православної віри. А деякі священики є викладачами основ християнської етики у загальноосвітніх школах та інших навчальних закладах.
З кожним роком посилюється участь єпархії у служінні, що має соціальне значення: зміцнення моральних підвалин суспільства, розвиток милосердницької і доброчинної діяльності.
Кропивницька єпархія успішно співпрацює з обласною організацією інвалідів. Священики єпархії регулярно відвідують в'язниці, лікарні, сиротинці, будинки для престарілих, військові частини та духовно підтримують співробітників охорони громадського порядку.
Духовенство велику увагу приділяє духовно-просвітницькій діяльності. Уже четвертий рік виходять в ефір на обласному державному телеканалі «Кіровоград» щотижневі телепрограми духовно-просвітницького характеру «Озирнись!» і «Повернення до святинь» (автор, ведучий і редактор протоієрей Миколай Шутяк).
Декілька разів з архіпастирським візитом область відвідував патріарх Філарет. Востаннє восени 2007 року. Під час цього візиту він освятив хрест і місце під будівництво храму для дітей-інвалідів, а також зустрівся з керівництвом області.
Протягом 2010-х — 2020-х років були освячені нові храми:
- 30 жовтня 2012 року в Першотравневому Долинського району[2];
- 19 листопада 2016 року в Торговиці Новоархангельського району[3];
- 11 листопада 2017 року в Паліївці Маловисківського району[4];
- 5 вересня 2020 року в Новоєгорівці Новоукраїнського району[5];
- 22 вересня 2020 року в Якимівці Новоукраїнського району[6].

У вересні 2018 року розпочалося будівництво храму Первоверховних апостолів Петра і Павла у місті Кропивницькому по вулиці Євгена Маланюка, 11-А. Уже 30 листопада був залитий фундамент майбутнього храму.

## Правлячі Архієреї
- Серафим (Верзун) (19 листопада 2002 — листопад 2008)
- Іоанн (Яременко) митрополит Черкаський і Чигиринський, в.о. ( листопад 2008 — 1 лютого 2009)
- Марк (Левків) (з 1 лютого 2009)

## Структура

### Правління
- 25019, Кіровоградська обл., місто Кропивницький, Подільський район, вулиця 5-та лінія, будинок 25

### Парафії[джерело?]
| №  | Назва                                                           | Адреса                                                                                        | Координати                                                              | Настоятель                                                          |
| -- | --------------------------------------------------------------- | --------------------------------------------------------------------------------------------- | ----------------------------------------------------------------------- | ------------------------------------------------------------------- |
| 1  | Свято-Успенський кафедральний собор                             | м. Кропивницький, вул. Авіаційна 63а                                                          |                                                                         | архієпископ Марк (Левків)                                           |
| 2  | Храм Святого апостола Андрія Первозваного                       | м. Кропивницький, вул. 5-та Лінія, 25 (селище Гірниче)                                        | 48°28′16″ пн. ш. 32°16′44″ сх. д. / 48.471066° пн. ш. 32.278915° сх. д. | прот. Рафаїл Сьорак                                                 |
| 3  | Парафія Первоверховних апостолів Петра і Павла                  | м. Кропивницький, вул. Євгена Маланюка, 11а                                                   | 48°31′16″ пн. ш. 32°17′03″ сх. д. / 48.521210° пн. ш. 32.284092° сх. д. | протоієрей Іван Шубин (секретар Управління Кіровоградської єпархії) |
| 4  | Парафія Святої Трійці                                           | м. Кропивницький, проспект Університетський, 2/5, в приміщенні Кропивницької обласної лікарні | 48°30′19″ пн. ш. 32°13′08″ сх. д. / 48.505368° пн. ш. 32.218884° сх. д. | прот. В'ячеслав Рощин                                               |
| 5  | Парафія Рівноапостольної княгині Ольги                          | м. Кропивницький, вул. Ярослава Мудрого, 205                                                  | 48°31′33″ пн. ш. 32°13′37″ сх. д. / 48.525702° пн. ш. 32.226909° сх. д. | ієромонах Феоктист (Майстренко)                                     |
| 6  | Храм Рівноапостольного князя Володимира                         | м. Кропивницький, вул. Арсенія Тарковського, 73/5                                             | 48°30′16″ пн. ш. 32°16′04″ сх. д. / 48.504444° пн. ш. 32.267778° сх. д. | прот. Йосиф Дрекало                                                 |
| 7  | Храм Апостола Івана Богослова                                   | смт.Голованівськ                                                                              |                                                                         | прот. Михайло Шквара                                                |
| 8  | Храм Апостола та євангеліста Луки                               | с.Пушкове Голованівського району                                                              |                                                                         | о. Олег Голімбієвський                                              |
| 9  | Храм на честь праведної Єлизавети                               | с.Паліївка Новоукраїнського району                                                            |                                                                         | прот. Тарас Василик                                                 |
| 10 | Храм праведних богоотців Іоакима й Анни                         | с.Якимівка Новоукраїнського району                                                            |                                                                         |                                                                     |
| 11 | Храм Покрови Пресвятої Богородиці                               | м.Знам'янка Кропивницького району                                                             |                                                                         | прот. Степан Палько                                                 |
| 12 | Храм Святителя Миколая Чудотворця                               | м.Бобринець Кропивницького району                                                             |                                                                         | о. Володимир Ткаченко                                               |
| 13 | Монастир прп. Феодора Студита                                   | с.Сорочанове Кропивницького району                                                            |                                                                         | настоятель монастиря ієром. Феоктист (Майстренко)                   |
| 14 | Свято-Володимирський храм                                       | м.Новоархангельськ Голованівського району                                                     |                                                                         | прот. Ілля Сович                                                    |
| 15 | Храму Святителя Миколая Чудотворця                              | с.Торговиця Голованівського району                                                            |                                                                         |                                                                     |
| 16 | Храм святих первоверховних апостолів Петра і Павла              | с.Першотравневе Кропивницького району                                                         |                                                                         | ієромонах Софроній (Сєдов)                                          |
| 17 | Храм Святої рівноапостольної Марії Магдалини                    | смт.Молодіжне Кропивницького району                                                           |                                                                         | о.Олег Оніка                                                        |
| 18 | Свято-Духівський храм                                           | с.Братолюбівка Кропивницького району                                                          |                                                                         |                                                                     |
| 19 | Храм святого апостола і євангелиста Іоана Богослова             | с.Василівка Кропивницького району                                                             |                                                                         | о. Андрій Залуцький                                                 |
| 20 | Храм святого Миколая Чудотворця                                 | с.Докучаєве Кропивницького району                                                             |                                                                         | о. Дмитро Малетич                                                   |
| 21 | Храм Благовіщення Пресвятої Богородиці                          | с.Інгульське Устинівського району                                                             |                                                                         | о.Дмитро Малетич                                                    |
| 22 | Храм святого апостола Андрія Першозванного                      | с. Білозерне Новгородківський район                                                           |                                                                         | о.Андрій Залуцький                                                  |
| 23 | Свято-Успенський храм                                           | с.Успенка Онуфріївського району                                                               |                                                                         |                                                                     |
| 24 | Храм Казанської ікони Божої Матері                              | с.Карбівка Добровеличківського району                                                         |                                                                         | прот. Олексій Сович                                                 |
| 25 | Храм святих мучениць Віри, Надії, Любові та їхньої матері Софії | с.Каніж Новоукраїнського району                                                               |                                                                         | прот. Олег Коваленко                                                |
| 26 | Храм Чуда архистратига Михаїла в Хонах                          | с.Данилова Балка Благовіщенського району                                                      |                                                                         | прот. Василь Качор                                                  |
| 27 | Храм преподобного Олексія чоловіка Божого                       | смт.Балахівка Петрівського району                                                             |                                                                         | о. Володимир Мороз                                                  |
| 28 | Храм Різдва Пресвятої Богородиці                                | с. Івангород Олександрівського району                                                         |                                                                         | о. Миколай Макогін                                                  |
| 29 | Храм святого Миколая Чудотворця                                 | с.Новоєгорівка Новоукраїнського району                                                        |                                                                         | о. Дмитро Татаров                                                   |
| 30 | Храм Святителя Миколая Чудотворця                               | с. Бірки Кропивницького району                                                                |                                                                         | прот. Петро Скіцка                                                  |
| 31 | Храм Благовіщення Пресвятої богородиці                          | м. Благовіщенське                                                                             |                                                                         | прот. Василь Качор                                                  |
| 32 | Храм Архистратига Михаїла                                       | с. Йосипівка Голованівського району                                                           |                                                                         | прот. Василь Кутний                                                 |
| 33 | Храм Покрови Пресвятої Богородиці                               | м. Світловодськ Олександрійського району                                                      |                                                                         | прот. Олександр Коваленко                                           |
| 34 | Храм Хресто - Воздвиженський                                    | с. Розумівка Кропивницького району                                                            |                                                                         | о. Микола                                                           |
| 35 | Храм св влмч. Варвари                                           | с. Добровеличківка Новоукраїнського району                                                    |                                                                         | прот. Юрій Гринчук                                                  |
| 36 | Храм Різдва Пресвятої Богородиці                                | с. Новоселиця Голованівського району                                                          |                                                                         | прот. Віктор Качор                                                  |
| 37 | Храм Покрови Пресвятої Богородиці                               | с. Рівне Новоукраїнського району                                                              |                                                                         | о. Олександр Михайленко                                             |
| 38 | Храм Покрови Пресвятої Богородиці                               | м. Долинська Кропивницького району                                                            |                                                                         | прот. Олег Оніка                                                    |

## Галерея

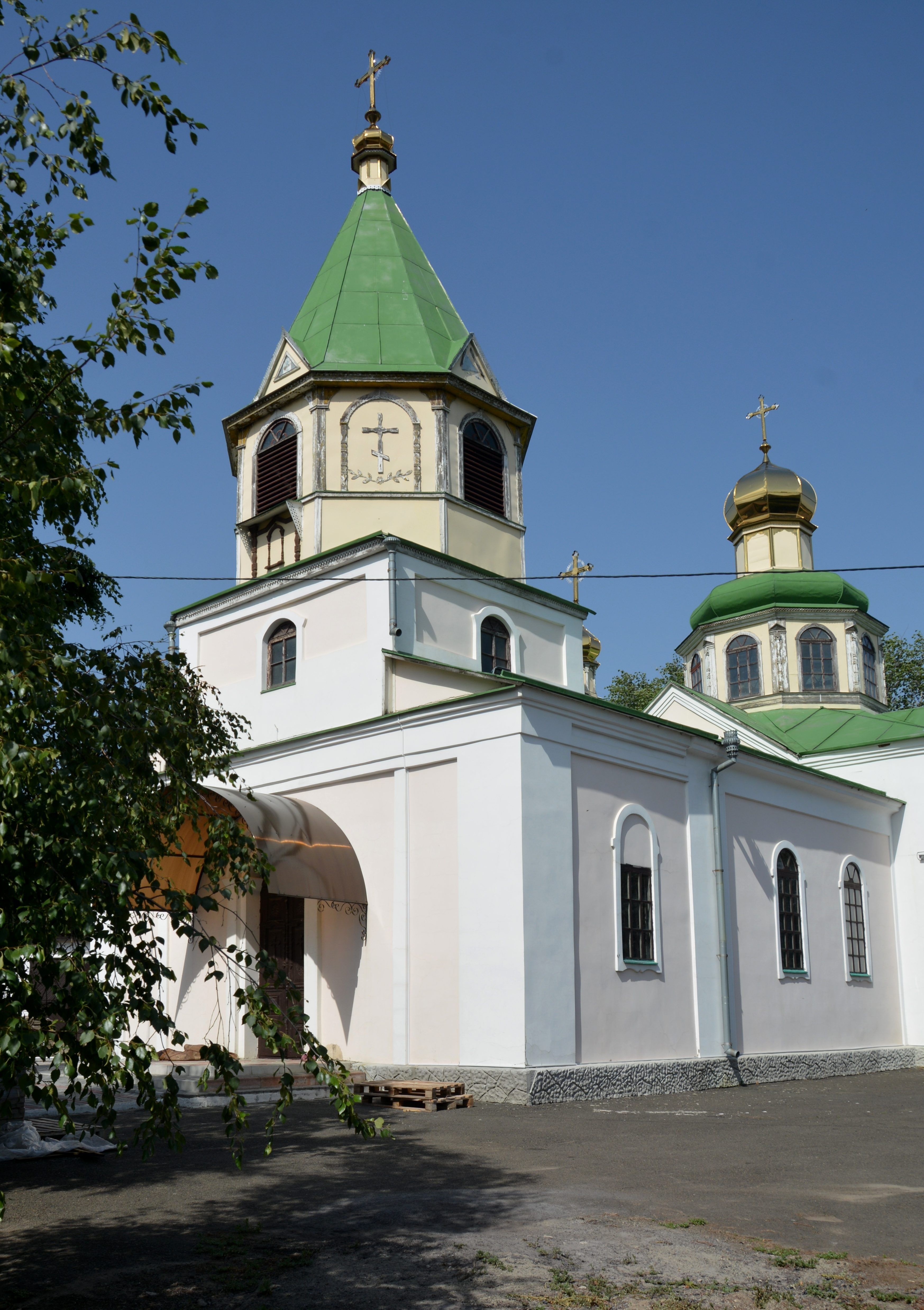
Собор Апостола Івана Богослова у смт Голованівськ
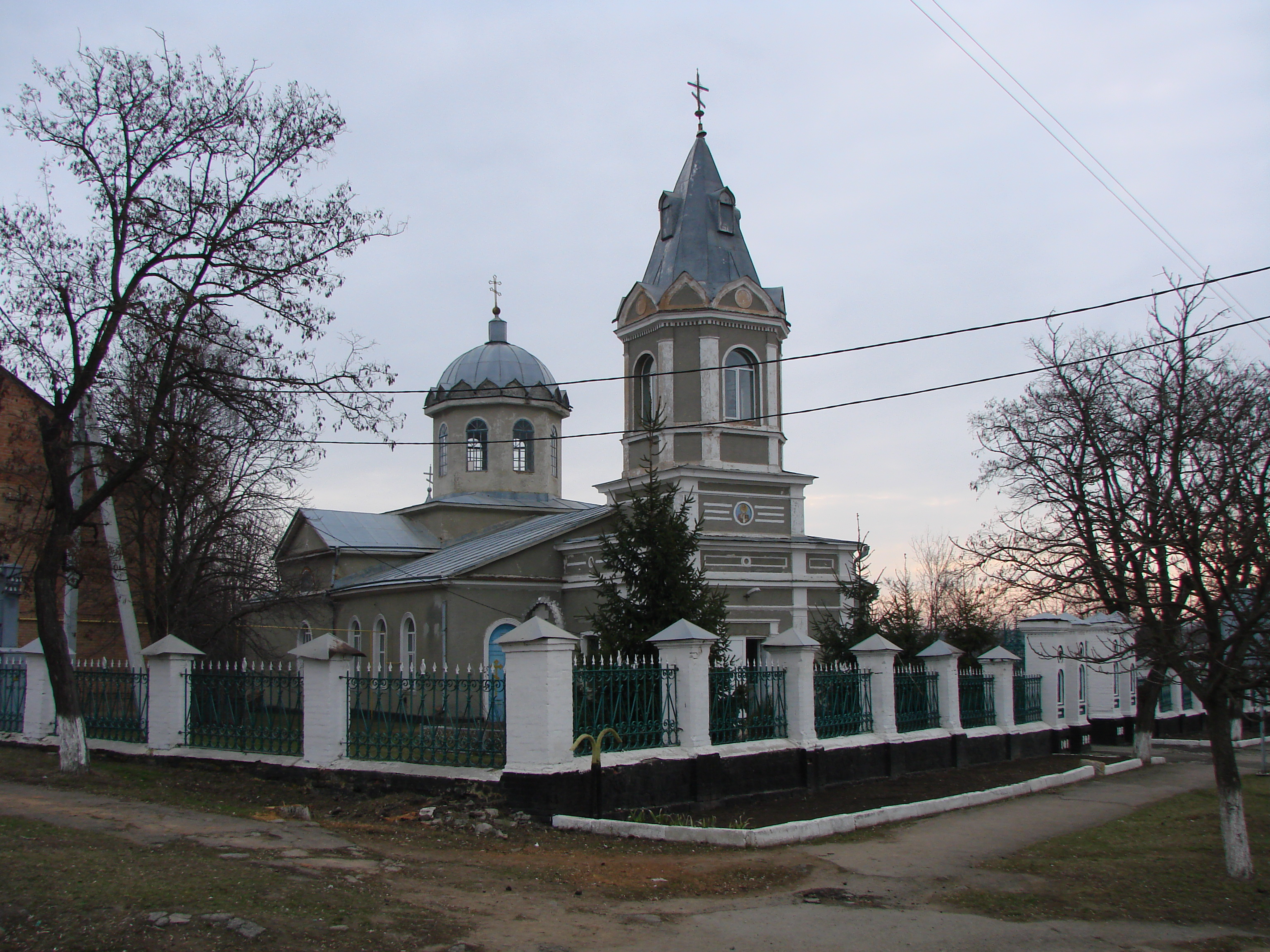
Церква Святителя Миколая у м. Бобринець
Храм Святого апостола Андрія Первозваного у м. Кропивницький
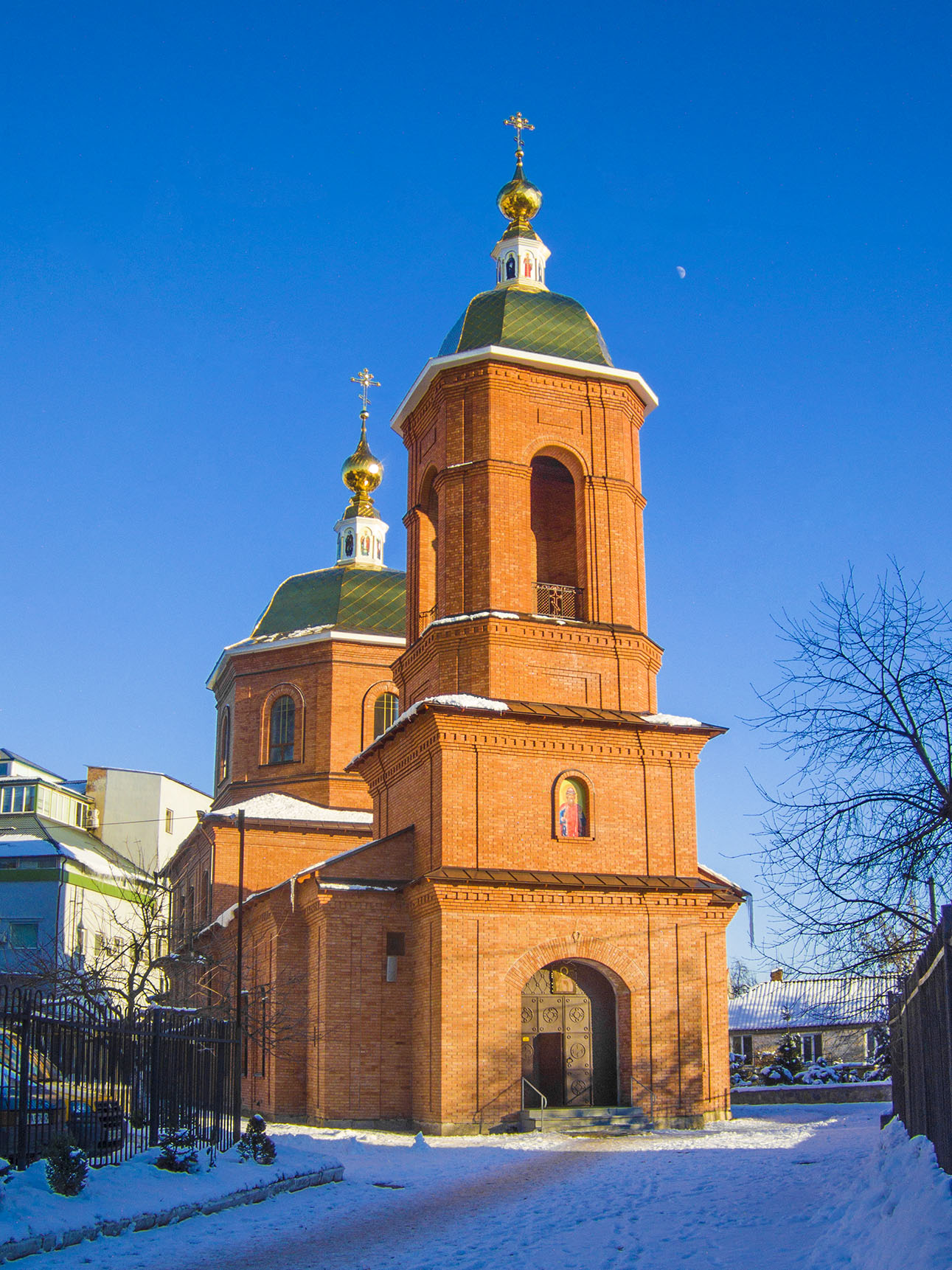
Церква святого Володимира (Кропивницький)